# König Motorenbau

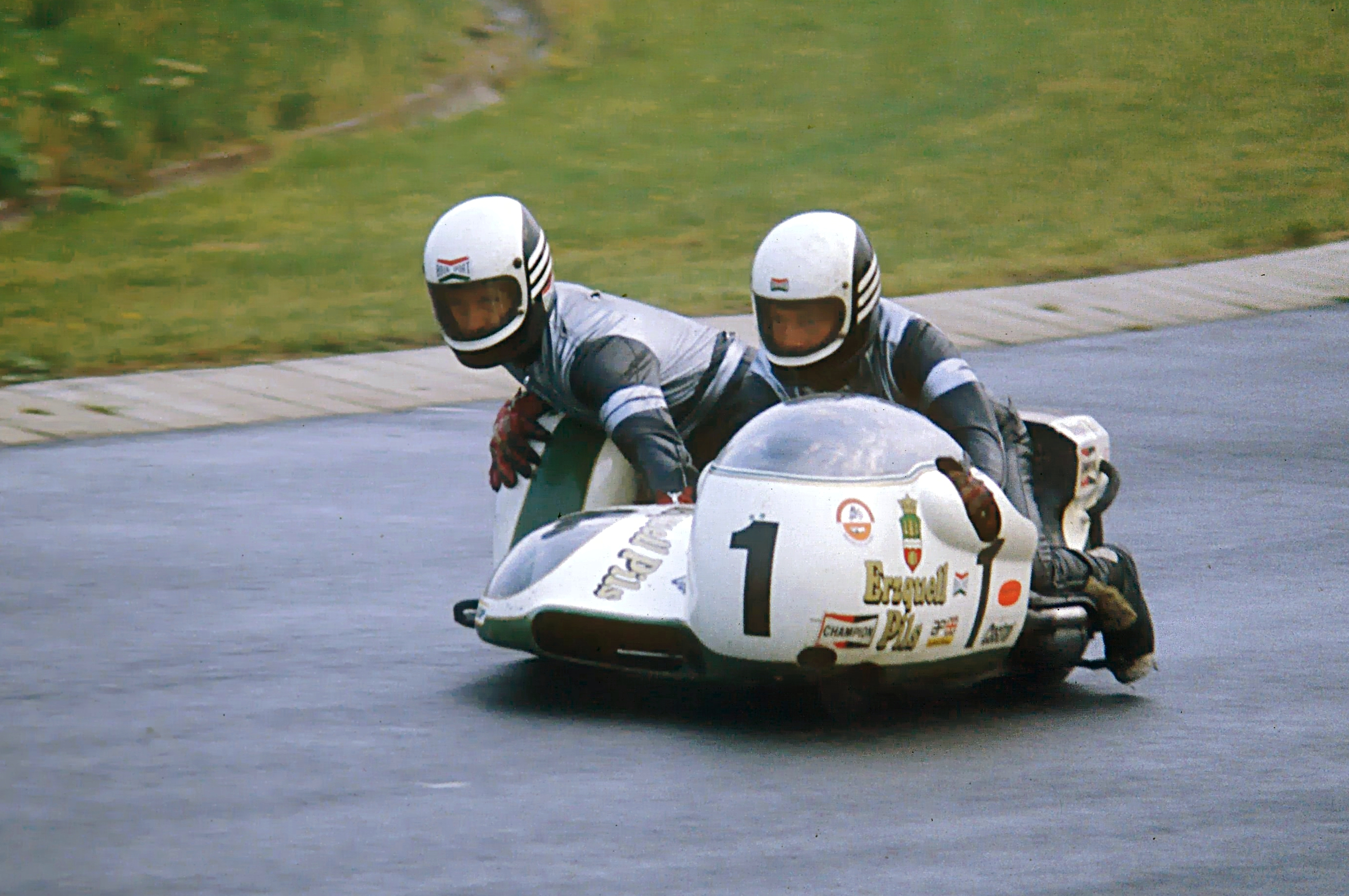
Rolf Steinhausen (född 1943) och Sepp Huber på Nürburgring, 1976

König Motorenbau var en tysk mekanisk verkstadsindustri, som tillverkade utombordsmotorer i Berlin. Under andra hälften av 1900-talet var företaget känt för tävlingsmotorer i olika klasser av racerbåtar med upp till 700 kubikcentimeter. König tillverkade också utombordsmotorer för fritidsbåtar och mot slutet även motorer för ultralätta flygplan. 
Rudolf König grundade företaget 1927 i Kreuzberg i Berlin. Den första produkten var en sidobordsmotor på ungefär en hk. Efter andra världskriget byggde han tillsammans med sonen Dieter König (1931–1991) åter upp företaget. Det flyttade från Kreuzberg till Charlottenburg, så småningom 1998 till Friedrich-Olbricht-Damm. 
Efter den första sidobordsmotorn konstruerade Rudolf König 1932 sin första aktermotor och 1937 följde en trecylindrig stjärnmotor på 500 cm³, vilken också användes för motorbåtsport. Motorprogrammet omfattade omedelbart före andra världskriget tre sidobordsmotorer med en effekt på mellan 1,25 och 2,5 hk samt aktermotorer på mellan 6 och 18 hk. År 1977 omfattade det åtta tvåtakts sidobords- och aktermotorer på mellan 4 och 70 hk. Den största motorn var en vidareutveckling av 60 hästkrafters motor, som tagit fram i samarbete med Volvo Penta.

## Tävlingar
År 1935 presenterade Rudolf König en ny racingmotor med 175 cm³ och cirka 10 hk vid 5 800 rpm på vattensportmässan i Berlin. Flera världsrekord sattes med denna motor samma år. Långtidsrekordet över två timmar med en medelhastighet på 53,57 km/h, kört av Robert Blankenfeldt, har senare inte överträffats.
På förslag av den nyzeeländska racerföraren Kim Newcombe utvecklade Dieter König i början av 1970-talet, baserat på båtmotorerna, liknande fyrcylindriga tvåtakts boxermotorer för racermotorcyklar.

## Bildgalleri

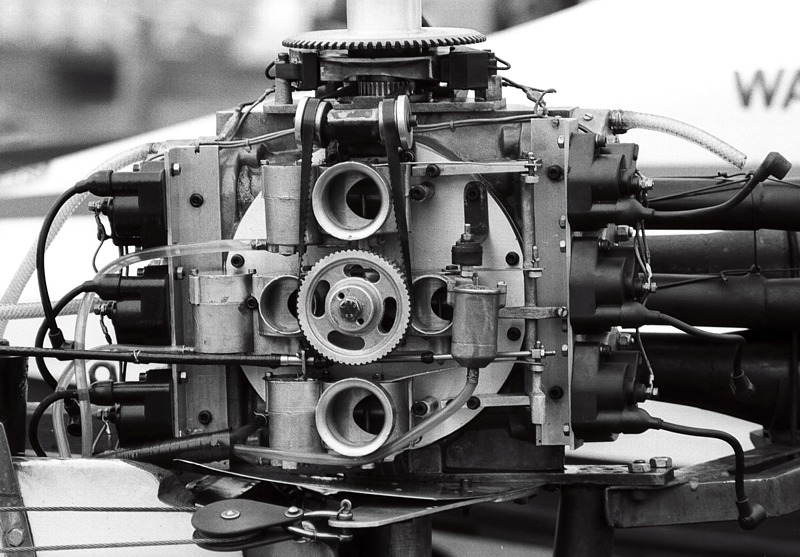
Boxermotor
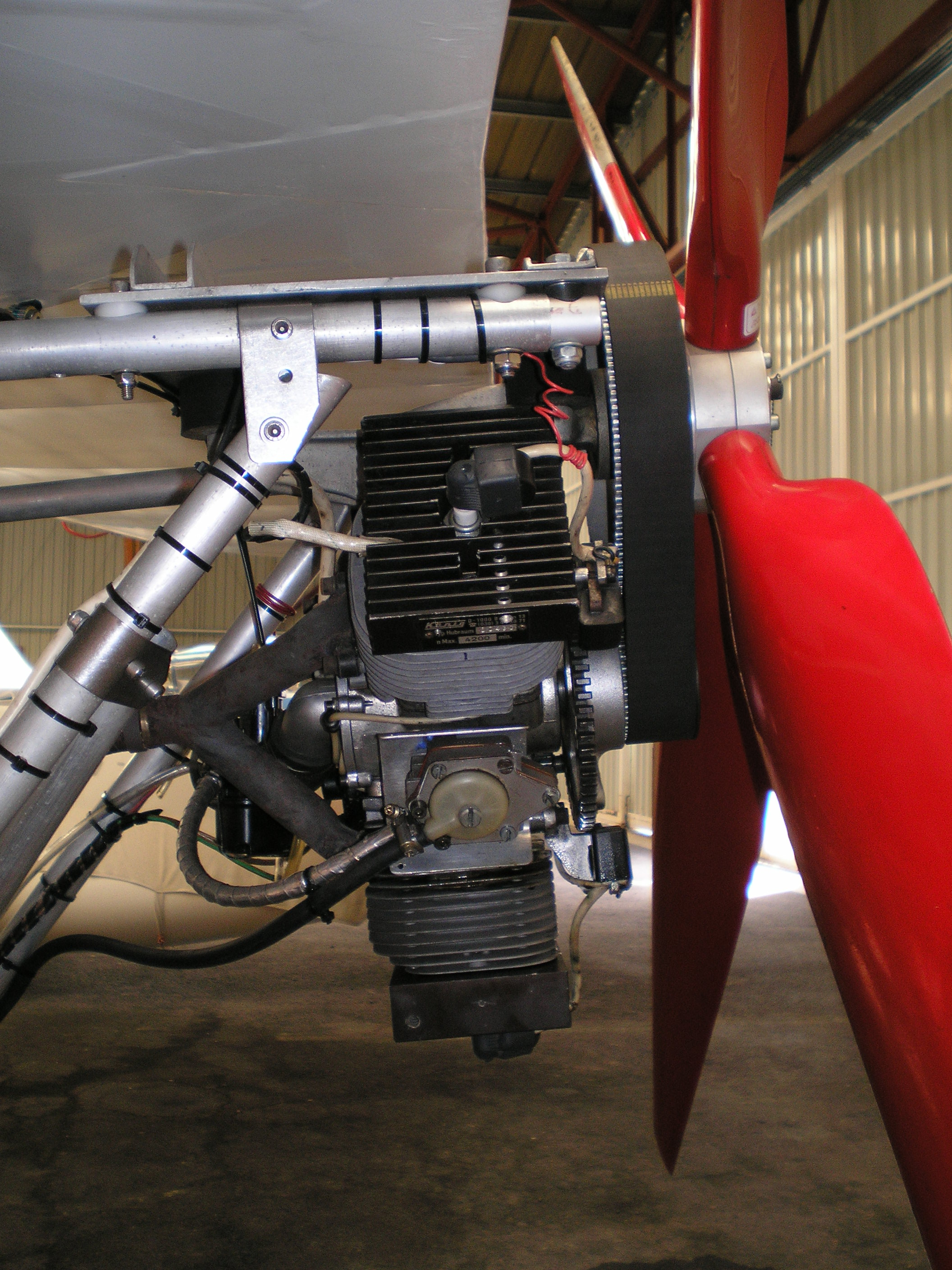
König SC430 i en Mitchell Wing B-10 med en Neuform fyrabladig propeller
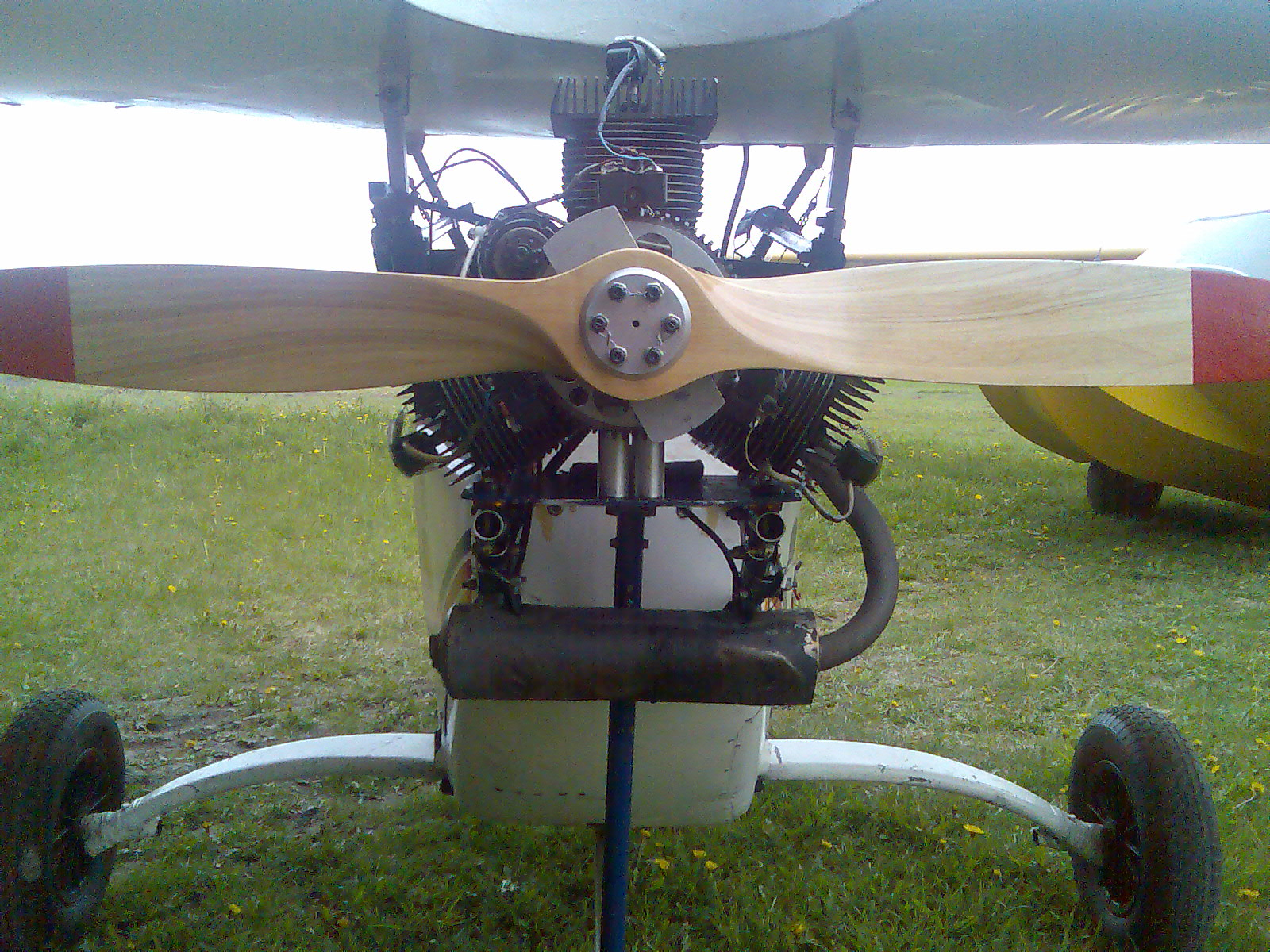
König SC430 i en Mitchell Mitchell Wing B-10